# Acentronura gracilissima
Acentronura gracilissima és una espècie de peix de la família dels singnàtids i de l'ordre dels singnatiformes.
És ovovivípar i el mascle transporta els ous en una bossa ventral, la qual es troba a sota de la cua.
És un peix marí de clima temperat i associat als esculls de corall.
Es troba al Japó, Indoxina i l'Índic central i occidental.